# .co
.co és l'actual domini de primer nivell territorial (ccTLD) de Colòmbia. Actiu des de 1991, és administrat per la Universidad de los Andes.
Està administrat per .CO Internet S.A.S., una filial de Neustar des del 2014. A partir del 10 de juliol de 2010, no hi havia restriccions de registre als dominis .co de segon nivell; qualsevol persona o entitat del món pot registrar un domini .co.
Els registres només s'admeten al tercer nivell sota subdominis de segon nivell com com.co, org.co o edu.co. Un dels motius és per evitar hi hagi empreses que l'utilitzen e forma anàloga al domini .com (per companyia).